# Wangjia (sockenhuvudort i Kina, Qinghai Sheng, lat 35,39, long 100,95)
Wangjia (kinesiska: 王加, 日穷曲卡) är en sockenhuvudort i Kina. Den ligger i provinsen Qinghai, i den nordvästra delen av landet, omkring 160 kilometer sydväst om provinshuvudstaden Xining. Antalet invånare är 4 371. Befolkningen består av 2 185 kvinnor och 2 186 män. Barn under 15 år utgör 32 %, vuxna 15-64 år 62 %, och äldre över 65 år 5,0 %.
Runt Wangjia är det glesbefolkat, med 9 invånare per kvadratkilometer. Närmaste större samhälle är Sumdo, 14,2 km norr om Wangjia. Trakten runt Wangjia består i huvudsak av gräsmarker.
Genomsnittlig årsnederbörd är 594 millimeter. Den regnigaste månaden är juli, med i genomsnitt 148 mm nederbörd, och den torraste är december, med 2 mm nederbörd.